# اهواهوتیتلا
اهواهوتیتلا (به اسپانیایی: Ahuehuetitla) یک منطقهٔ مسکونی در مکزیک است که در منطقه پوئبلا واقع شده‌است.